# Peter Hürter
Peter Hürter (* 26. Oktober 1935) ist ein deutscher Kinderarzt und Diabetologe.

## Werdegang
Peter Hürter wurde 1962 an der Universität zu Köln zum Dr. med. promoviert und habilitierte sich im Jahr 1972 an der Hamburger Universitäts-Kinderklinik in Kinderheilkunde, wo er bis 1973 tätig war. Danach war er bis zu seiner Pensionierung im Jahr 2000 pädiatrischer Chefarzt in Hannover, zunächst in der Städtischen Kinderklinik Cecilienstift und ab 1983 in der neu erbauten Nachfolgeklinik, dem Kinderkrankenhaus auf der Bult. Sein Nachfolger wurde Thomas Danne.
In Hannover entwickelte Hürter gemeinsam mit seinem Team  medizinische, psychologische und pädagogische Grundlagen für die Schulungsprogramme für Kinder mit Diabetes in verschiedenen Altersgruppen und ihre Familien, um ihnen den bestmöglichen Umgang mit ihrer Erkrankung zu vermitteln. Bekannt wurde er auch durch seine Lehrbücher und Laienpublikationen zum Diabetes mellitus im Kindesalter. Vor diesem Hintergrund wurde er mehrfach ausgezeichnet.

## Schriften (Auswahl)
- mit Sarah Biester, Karin Lange, Martina Lösch-Binder, Andreas Neu, Kerstin Remus, Wolfgang von Schütz: Diabetes-Buch für Kinder. Diabetes bei Kindern: ein Behandlungs- und Schulungsprogramm (begründet von Peter Hürter) 6. Auflage, Werl 2021, ISBN 978-3-87409-720-8
- mit Thomas Danne, Olga Kordonouri, Karin Lange: Diabetes bei Kindern und Jugendlichen. Grundlagen – Klinik – Therapie (begründet von Peter Hürter) 7. Auflage. Springer 2015

## Ehrungen (Auswahl)
- 2004: Paul-Langerhans-Medaille der Deutschen Diabetes-Gesellschaft DDG
- 2010: Ehrenmitgliedschaft der DDG[7]
- 2024: Ehrennadel der DDG in Gold[8]